# Domecy-sur-Cure
Domecy-sur-Cure ist eine französische Gemeinde mit 406 Einwohnern (Stand 1. Januar 2022) im Département Yonne in der Region Bourgogne-Franche-Comté. Sie gehört zum Arrondissement Avallon und ist Mitglied im Gemeindeverband Avallon-Vézelay-Morvan.

## Geographie
Domecy-sur-Cure liegt etwa 44 Kilometer südsüdöstlich von Auxerre und etwa 11 Kilometer südwestlich von Avallon im Regionalen Naturpark Morvan. Die Gemeinde befindet sich am südöstlichen Rand des Départements an der Grenze zum Département Nièvre. Ihr Zentrum liegt leicht oberhalb einer Schleife des Flusses Cure, der in ihrem Gebiet ein tief eingeschnittenes Tal gebildet hat. Am südöstlichen Rand mündet die Brinjame von Süden kommend in die Cure.
Umgeben wird Domecy-sur-Cure von den Nachbargemeinden Pierre-Perthuis im Norden und Nordwesten, Menades im Norden und Nordwesten, Saint-André-en-Morvan (Nièvre) im Osten und Südosten, Bazoches (Nièvre) im Süden, Saint-Aubin-des-Chaumes (Nièvre) im Südwesten sowie Fontenay-près-Vézelay im Westen.

## Bevölkerungsentwicklung
| Domecy-sur-Cure: Einwohnerzahlen von 1793 bis 2016                                                                         | Domecy-sur-Cure: Einwohnerzahlen von 1793 bis 2016 | Domecy-sur-Cure: Einwohnerzahlen von 1793 bis 2016 | Domecy-sur-Cure: Einwohnerzahlen von 1793 bis 2016 | Domecy-sur-Cure: Einwohnerzahlen von 1793 bis 2016 |
| --- | -------------------------------------------------- | -------------------------------------------------- | -------------------------------------------------- | -------------------------------------------------- |
| Jahr |                                                    |                                                    |                                                    | Einwohner                                          |
| 1793 | 1793                                               |                                                    | 716                                                | 716                                                |
| 1800 | 1800                                               |                                                    | 743                                                | 743                                                |
| 1806 | 1806                                               |                                                    | 726                                                | 726                                                |
| 1821 | 1821                                               |                                                    | 732                                                | 732                                                |
| 1831 | 1831                                               |                                                    | 872                                                | 872                                                |
| 1836 | 1836                                               |                                                    | 860                                                | 860                                                |
| 1841 | 1841                                               |                                                    | 900                                                | 900                                                |
| 1846 | 1846                                               |                                                    | 951                                                | 951                                                |
| 1851 | 1851                                               |                                                    | 958                                                | 958                                                |
| 1856 | 1856                                               |                                                    | 862                                                | 862                                                |
| 1861 | 1861                                               |                                                    | 832                                                | 832                                                |
| 1866 | 1866                                               |                                                    | 800                                                | 800                                                |
| 1872 | 1872                                               |                                                    | 798                                                | 798                                                |
| 1876 | 1876                                               |                                                    | 819                                                | 819                                                |
| 1881 | 1881                                               |                                                    | 868                                                | 868                                                |
| 1886 | 1886                                               |                                                    | 784                                                | 784                                                |
| 1891 | 1891                                               |                                                    | 761                                                | 761                                                |
| 1896 | 1896                                               |                                                    | 700                                                | 700                                                |
| 1901 | 1901                                               |                                                    | 709                                                | 709                                                |
| 1906 | 1906                                               |                                                    | 688                                                | 688                                                |
| 1911 | 1911                                               |                                                    | 600                                                | 600                                                |
| 1921 | 1921                                               |                                                    | 505                                                | 505                                                |
| 1926 | 1926                                               |                                                    | 473                                                | 473                                                |
| 1931 | 1931                                               |                                                    | 809                                                | 809                                                |
| 1936 | 1936                                               |                                                    | 487                                                | 487                                                |
| 1946 | 1946                                               |                                                    | 526                                                | 526                                                |
| 1954 | 1954                                               |                                                    | 459                                                | 459                                                |
| 1962 | 1962                                               |                                                    | 491                                                | 491                                                |
| 1968 | 1968                                               |                                                    | 446                                                | 446                                                |
| 1975 | 1975                                               |                                                    | 386                                                | 386                                                |
| 1982 | 1982                                               |                                                    | 481                                                | 481                                                |
| 1990 | 1990                                               |                                                    | 500                                                | 500                                                |
| 1999 | 1999                                               |                                                    | 450                                                | 450                                                |
| 2006 | 2006                                               |                                                    | 387                                                | 387                                                |
| 2011 | 2011                                               |                                                    | 403                                                | 403                                                |
| 2016 | 2016                                               |                                                    | 391                                                | 391                                                |
| Quelle(n): EHESS/Cassini bis 1999, INSEE ab 2006 Anmerkung(en): Ab 1962 offizielle Zahlen ohne Einwohner mit Zweitwohnsitz |                                                    |                                                    |                                                    |                                                    |

## Sehenswürdigkeiten
- Kirche Saint-Romain in Domecy, erbaut im 16. Jahrhundert
- Kirche Saint-Antoine, erbaut im 17. Jahrhundert
- Früheres Kloster Saint-Martin in Cure, im 10./11. Jahrhundert gegründet, Bauten aus dem 12. Jahrhundert
- Schloss Domecy-sur-Cure aus dem 15. und 17. Jahrhundert, seit 1986 in Teilen als Monument historique eingeschrieben

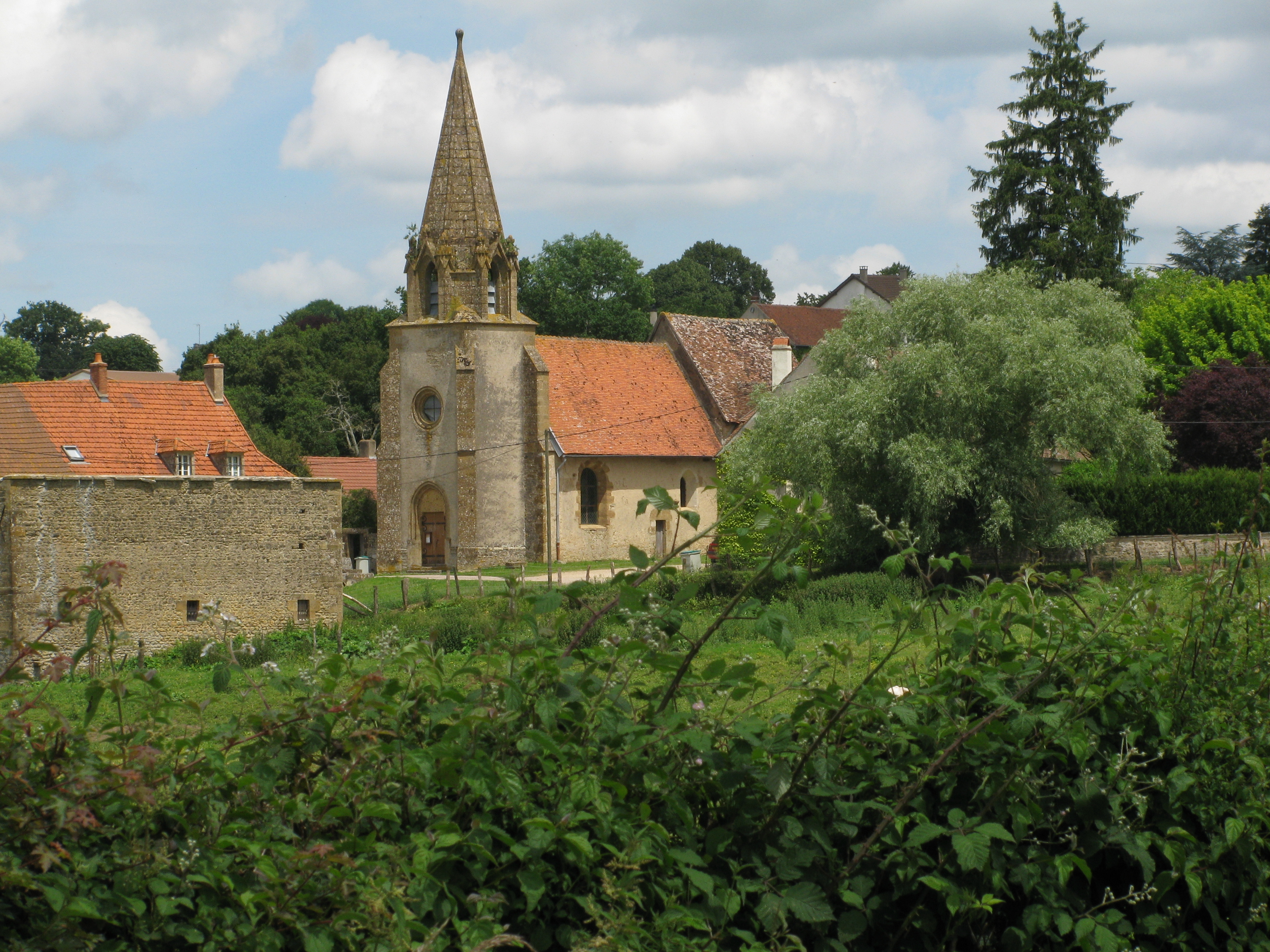
Kirche Saint-Romain
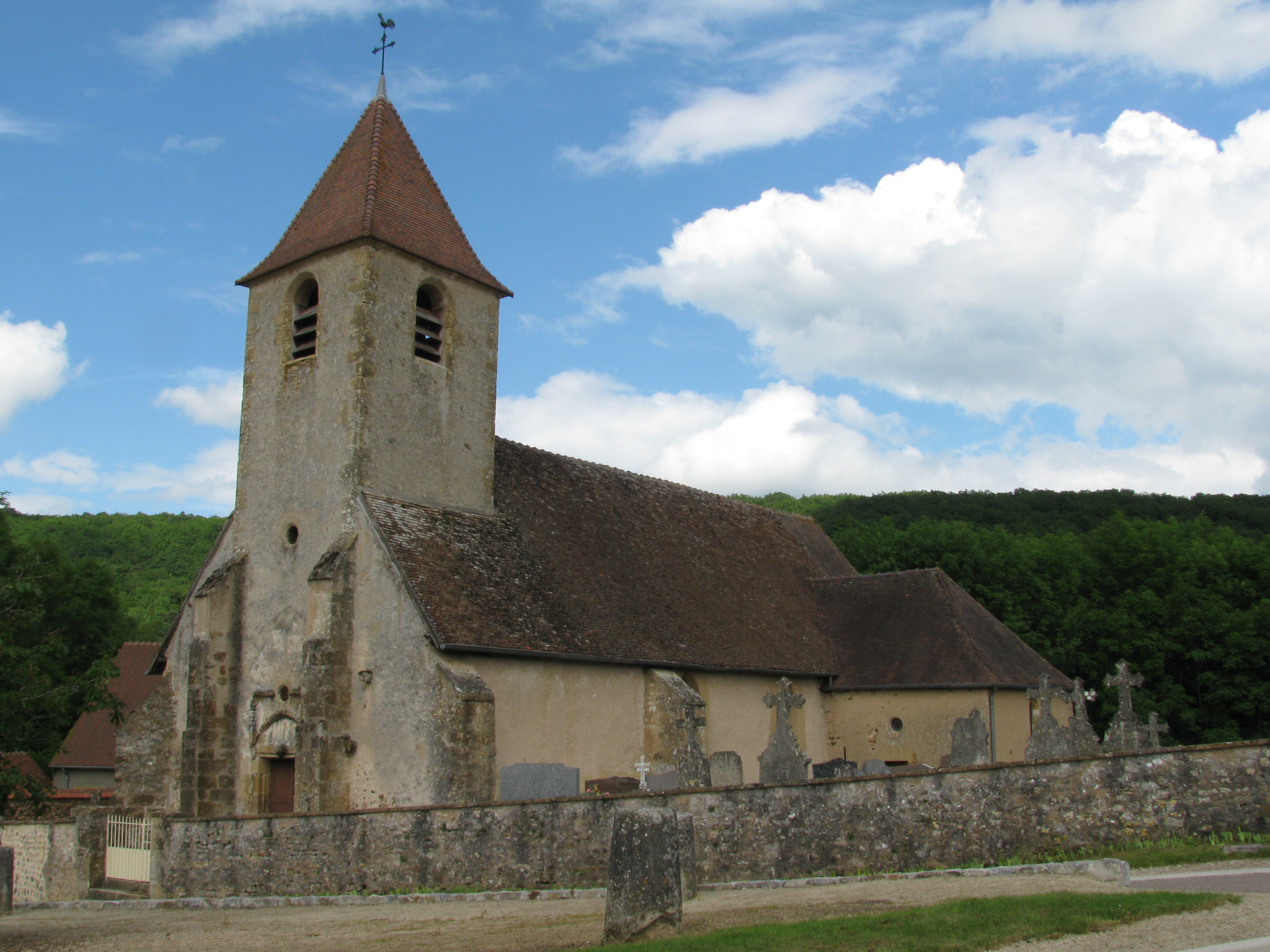
Kirche Saint-Antoine
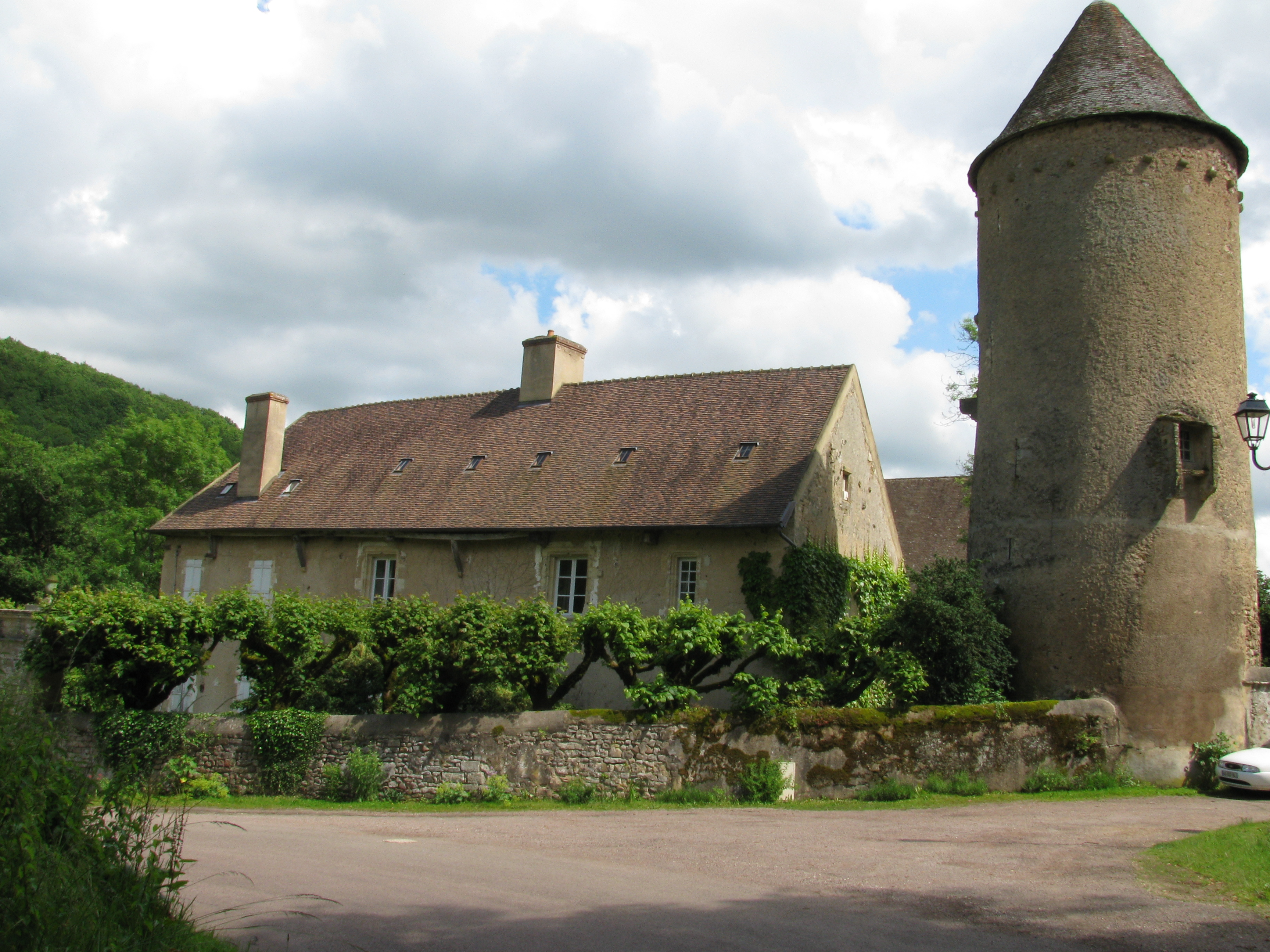
Kloster Saint-Martin
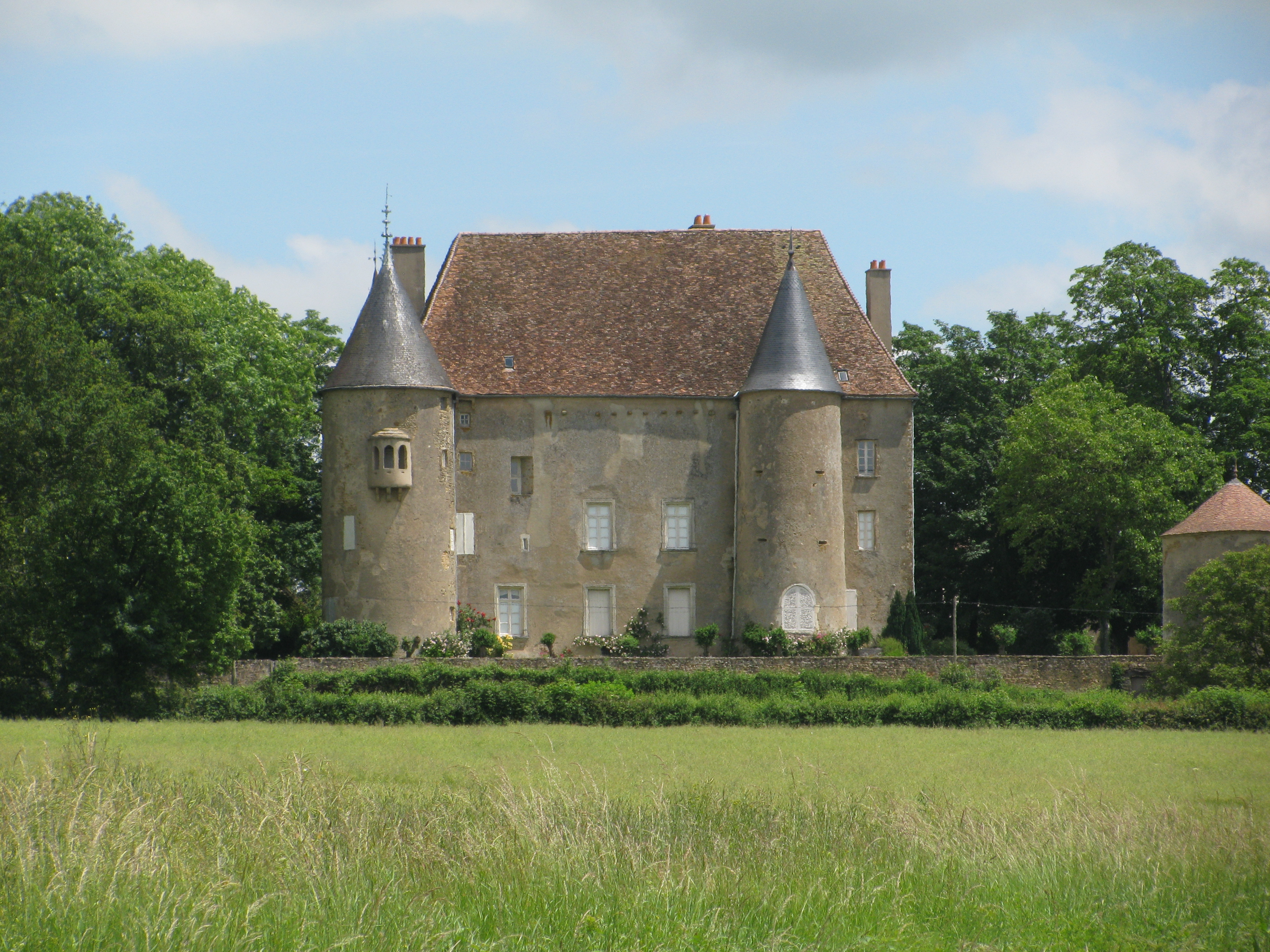
Schloss Domecy-sur-Cure

## Söhne- und Töchter der Stadt
- Jean-Louis Marnat (1935–1985), französischer Autorennfahrer, geboren in Domecy-sur-Cure